# Экитёбе
Экитёбе (Алхан-барз) — вершина Большого Кавказа в России (Дагестан). Высота 323 м.

## Географическое положение
Гора расположена на стыке Предгорного Дагестана и Кумыкской равнины, севернее от урочища Саймааш (с чеченского, «Оленьи рога»).
Расположена к юго-западу от города Хасавюрта, между сёлами Гамиях (западный склон) и Новочуртах (восточный склон).
У западного подножья горы течёт река Ямансу (приток реки Аксай).

## Этимология
В переводе с кумыкского языка слово «эки тёбе» означает «два холма».

## Геология
Входит в состав Акташской синклинали.

## Климат
Средняя годовая температура +8 °C, января −2 °C, июля — 24 °C.
Осадков — 400—600 мм в год.

## Природа

### Почвы
Почвы — луговые карбонатные. Склоны сильно подвержены водной эрозии.
Содержание гумуса в почве среднее.

### Растительность
У подножья — аллювиальные луга, на склонах и вершине — сухие предгорные дубовые леса. Редкими растениями являются: пушкиния пролесковидная, венерин башмачок настоящий.

### Животный мир
Среди крупных животных нередки: енот-полоскун, шакал. Редким видом бабочки является малый ночной павлиний глаз.